# Statocisti
Le statocisti sono degli organi di senso dell'equilibrio presenti in alcuni invertebrati acquatici, tra cui i molluschi, i bivalvi, i celenterati, gli ctenofori, gli echinodermi, i cefalopodi, e i crostacei. Una struttura simile si trova anche nel genere Xenoturbella.
Le statocisti sono contenute all'interno del ropalio, dei rigonfiamenti posti al bordo dell'ombrello delle meduse contenente le statocisti, dei fotorecettori detti ocelli, e dei chemiorecettori.